# Landry Shamet
Landry Michael Shamet, né le 13 mars 1997 à Kansas City au Missouri, est un joueur américain de basket-ball évoluant au poste d'arrière.

## Biographie

### Carrière universitaire
Après ses trois saisons universitaires avec les Shockers de Wichita State, il se présente à la Draft 2018 de la NBA.

### Carrière professionnelle

#### 76ers de Philadelphie (2018-Fév.2019)
Le 21 juin 2018, il est drafté en 26e position par les 76ers de Philadelphie.

#### Clippers de Los Angeles (fév.2019-2020)
Le 6 février 2019, il est envoyé aux Clippers de Los Angeles avec Wilson Chandler et Mike Muscala en échange de Boban Marjanović, Mike Scott et Tobias Harris.

#### Nets de Brooklyn (2020-2021)
Le 19 novembre 2020, il est transféré aux Nets de Brooklyn dans un échange à 3 qui envoie également Luke Kennard aux Clippers de Los Angeles et Rodney McGruder aux Pistons de Détroit.

#### Suns de Phoenix (2021-2023)
En août 2021, il est transféré aux Suns de Phoenix en échange de Jevon Carter,.

#### Wizards de Washington (2023-2024)
En juin 2023, Landry Shamet est transféré avec Chris Paul vers les Wizards de Washington en échange de Bradley Beal.

## Statistiques

### Universitaires
Les statistiques de Landry Shamet en matchs universitaires sont les suivantes :
| Saison    | Équipe        | Matchs | Titul. | Min./m | % Tir | % 3pts | % LF | Rbds/m. | Pass/m. | Int/m. | Ctr/m. | Pts/m. |
| --------- | ------------- | ------ | ------ | ------ | ----- | ------ | ---- | ------- | ------- | ------ | ------ | ------ |
| 2015-2016 | Wichita State | 3      | 1      | 19,7   | 43,8  | 30,0   | 75,0 | 2,67    | 1,67    | 1,67   | 0,33   | 8,67   |
| 2016-2017 | Wichita State | 36     | 35     | 26,7   | 47,2  | 43,9   | 80,2 | 2,81    | 3,25    | 0,72   | 0,19   | 11,42  |
| 2017-2018 | Wichita State | 32     | 32     | 31,7   | 48,9  | 44,2   | 82,5 | 3,22    | 5,19    | 0,72   | 0,19   | 14,91  |
| Carrière  | Carrière      | 71     | 68     | 28,7   | 48,0  | 43,7   | 81,1 | 2,99    | 4,06    | 0,76   | 0,20   | 12,87  |

### Professionnelles

#### Saison régulière
| Saison    | Équipe        | Matchs | Titul. | Min./m | % Tir | % 3pts | % LF | Rbds/m. | Pass/m. | Int/m. | Ctr/m. | Pts/m. |
| --------- | ------------- | ------ | ------ | ------ | ----- | ------ | ---- | ------- | ------- | ------ | ------ | ------ |
| 2018-2019 | Philadelphie  | 54     | 4      | 20,5   | 44,1  | 40,4   | 81,5 | 1,44    | 1,09    | 0,44   | 0,15   | 8,31   |
| 2018-2019 | L.A. Clippers | 25     | 23     | 27,8   | 41,4  | 45,0   | 79,5 | 2,24    | 2,32    | 0,52   | 0,08   | 10,92  |
| 2019-2020 | L.A. Clippers | 53     | 30     | 27,4   | 40,4  | 37,5   | 85,5 | 1,89    | 1,87    | 0,38   | 0,19   | 9,28   |
| 2020-2021 | Brooklyn      | 61     | 12     | 23,0   | 40,8  | 38,7   | 84,6 | 1,84    | 1,62    | 0,51   | 0,16   | 9,30   |
| 2021-2022 | Phoenix       | 69     | 14     | 20,8   | 39,4  | 36,8   | 84,0 | 1,80    | 1,60    | 0,40   | 0,10   | 8,30   |
| 2022-2023 | Phoenix       | 40     | 9      | 20,2   | 37,7  | 37,7   | 88,2 | 1,70    | 2,30    | 0,70   | 0,10   | 8,70   |
| Carrière  | Carrière      | 302    | 92     | 22,9   | 40,6  | 38,8   | 84,2 | 1,80    | 1,70    | 0,50   | 0,10   | 8,90   |

Mise à jour le 20 juin 2023

#### Playoffs
| Saison   | Équipe        | Matchs | Titul. | Min./m | % Tir | % 3pts | % LF  | Rbds/m. | Pass/m. | Int/m. | Ctr/m. | Pts/m. |
| -------- | ------------- | ------ | ------ | ------ | ----- | ------ | ----- | ------- | ------- | ------ | ------ | ------ |
| 2019     | L.A. Clippers | 6      | 6      | 29,0   | 34,2  | 32,3   | 100,0 | 2,00    | 1,67    | 1,00   | 0,00   | 7,67   |
| 2020     | L.A. Clippers | 13     | 4      | 18,7   | 40,7  | 35,7   | 71,4  | 1,69    | 1,31    | 0,46   | 0,23   | 5,23   |
| 2021     | Brooklyn      | 12     | 0      | 17,2   | 43,9  | 38,5   | 80,0  | 1,75    | 0,58    | 0,42   | 0,08   | 4,17   |
| 2022     | Phoenix       | 12     | 0      | 16,0   | 39,6  | 34,6   | 71,4  | 1,70    | 1,30    | 0,50   | 0,00   | 4,30   |
| 2023     | Phoenix       | 10     | 1      | 18,4   | 37,8  | 37,9   | 75,0  | 1,70    | 1,10    | 0,20   | 0,10   | 4,80   |
| Carrière | Carrière      | 53     | 11     | 18,8   | 39,4  | 35,7   | 81,8  | 1,70    | 1,10    | 0,50   | 0,10   | 5,00   |

Mise à jour le 20 juin 2023

## Records sur une rencontre en NBA
Les records personnels de Landry Shamet en NBA sont les suivants, :
| Type de statistique        | Saison régulière | Saison régulière                  | Saison régulière | Playoffs | Playoffs                   | Playoffs         |
| Type de statistique        | Record           | Adversaire                        | Date             | Record   | Adversaire                 | Date             |
| -------------------------- | ---------------- | --------------------------------- | ---------------- | -------- | -------------------------- | ---------------- |
| Points                     | 31               | Wizards de Washington             | 20 décembre 2022 | 18       | @ Mavericks de Dallas      | 21 août 2020     |
| Paniers marqués            | 11               | Kings de Sacramento               | 10 avril 2022    | 7        | @ Mavericks de Dallas      | 21 août 2020     |
| Paniers tentés             | 21               | Wizards de Washington             | 20 décembre 2022 | 13       | @ Mavericks de Dallas      | 21 août 2020     |
| Paniers à 3 points réussis | 9                | Wizards de Washington             | 20 décembre 2022 | 4        | @ Warriors de Golden State | 15 avril 2019    |
| Paniers à 3 points tentés  | 14               | Wizards de Washington             | 8 janvier 2019   | 9        | @ Warriors de Golden State | 15 avril 2019    |
| Lancers francs réussis     | 8                | @ 76ers de Philadelphie           | 14 avril 2021    | 4        | Warriors de Golden State   | 18 avril 2019    |
| Lancers francs tentés      | 9                | @ 76ers de Philadelphie           | 14 avril 2021    | 4        | 2 fois                     | 2 fois           |
| Rebonds offensifs          | 2                | 4 fois                            | 4 fois           | 2        | 2 fois                     | 2 fois           |
| Rebonds défensifs          | 9                | Magic d'Orlando                   | 25 février 2021  | 6        | @ Nuggets de Denver        | 9 septembre 2020 |
| Rebonds totaux             | 9                | Magic d'Orlando                   | 25 février 2021  | 6        | @ Nuggets de Denver        | 9 septembre 2020 |
| Passes décisives           | 8                | @ Pelicans de La Nouvelle-Orléans | 20 avril 2021    | 4        | 2 fois                     | 2 fois           |
| Interceptions              | 4                | @ Hornets de Charlotte            | 2 janvier 2022   | 2        | 6 fois                     | 6 fois           |
| Contres                    | 2                | 2 fois                            | 2 fois           | 1        | 4 fois                     | 4 fois           |
| Balles perdues             | 3                | 8 fois                            | 8 fois           | 2        | 7 fois                     | 7 fois           |
| Minutes jouées             | 48               | @ Celtics de Boston               | 13 février 2020  | 38       | @ Mavericks de Dallas      | 30 août 2020     |

- Double-double : 0
- Triple-double : 0

Dernière mise à jour : 17 juillet 2022